# 耶馬溪ダム
耶馬溪ダム（やばけいダム）は、大分県中津市を流れる、一級河川山国川水系の山移川に建設されたダムである。

## 概要
国土交通省九州地方整備局が管理を行う国土交通省直轄ダムで、高さ62.0メートルの重力式コンクリートダム。山国川水系唯一のダムで、山国川の治水、利水及び水力発電を目的とした特定多目的ダムである。下流にある平成大堰とともに、中津市のみならず、福岡県北九州市及び京築地域の水がめとして重要な位置を占めている。大分県は事業参画して費の建設費のうち治水分を27億円、利水分を57億円負担したものの、オイルショックで工場が思ったほど進出せず、各工場での水の利用効率も高まったため、工業用水としての利用実績はない（2022年時点）。
- 洪水調節容量 - 1,120万m3
- 利水容量 - 980万m3
  - 不特定用水 - 550万m3
  - 都市用水及び発電（従属） - 430万m3

調査段階では所在地の大字に由来する柿坂ダムという仮称であったが、着工前に当地随一の観光地で名勝の耶馬渓より名を取って耶馬溪ダムに名称が変更された。
ダムカード（2017年3月のVer.1.1）の名称には「耶馬溪ダム」ではなく「耶馬渓ダム」と書かれている。
「耶馬溪ダム記念公園」が、昭和63年度手づくり郷土賞（小さなふれあい広場）受賞。

## 耶馬溪湖
ダムによって形成された人造湖は、耶馬溪湖（やばけいこ）と命名されている。ただし、耶馬溪の名を冠しているものの、耶馬日田英彦山国定公園には指定されていない。
1994年（平成6年）には、日本初の公営水上スキー施設である耶馬溪アクアパークがオープンしており、水上スキーに加え、ウェイクボード、バナナボートなどを楽しむことができる。かつては冬場は休業していたが、2006年（平成18年）からは通年で営業している。